# Mamanuca-Inseln
Die Mamanuca-Inseln [ˌmamaˈnuða] (alte Namen: Malolo Group und Hudsons Isles) sind ein zum Inselstaat Fidschi gehörender Archipel im südlichen Pazifischen Ozean. Sie liegen, durch die Navula-Passage getrennt, unweit der Südwestküste der großen Insel Viti Levu und schließen sich südlich an die Yasawa-Inseln an. Die Hauptinsel Malolo liegt etwa 20 km von Viti Levu entfernt.

## Geografie
Die Mamanuca-Gruppe umfasst 20 kleine, hügelige Inseln vulkanischen Ursprungs, einige winzige, von feinsandigen Stränden umgebene und mit Palmen bewachsene Koralleninseln und mehrere Felsenriffe sowie Sandbänke. Die meisten der idyllischen Koralleninseln werden von der Tourismusindustrie genutzt.
Im Westen der Malolo-Gruppe erstreckt sich über rund 90 km von Nordost nach Südwest das ausgedehnte Malolo Barrier Reef, eine Kette dicht unter der Wasseroberfläche liegender Korallenriffe.
Die größte Insel ist Malolo, die mit der Nachbarinsel Malolo Lailai (Klein-Malolo) durch denselben Korallensockel verbunden ist. Bei Niedrigwasser kann man die ungefähr 400 m breite Meerenge durchwaten, die die beiden Inseln trennt. Auf den Inseln Malolo, Mana, Yanuya und Tavua befinden sich bewohnte Dörfer, auf mehreren anderen komfortable Resorts für Touristen.
Höchste Erhebung mit 220 m ist der Uluisolo auf Malolo.

### Klima
Die vergleichsweise niedrigen Mamanucas liegen im Regenschatten der mit bis zu 1323 m (Mt. Victoria) beträchtlich höheren Insel Viti Levu. Dadurch ist das Klima sehr trocken, mit einer hohen Zahl von Sonnenstunden. Die Durchschnittstemperaturen reichen von 22 °C im Juli bis 28 °C im Januar. Ein ständig wehender Wind macht den Aufenthalt angenehm. Die Regenmenge ist ungleich über das Jahr verteilt. Der meiste Regen fällt in den Sommermonaten Dezember bis April, die kühleren Monate des südlichen Winters sind vorwiegend trocken.
Gelegentlich werden die Inseln von Zyklonen heimgesucht. Der Zyklon „Evan“ passierte im Dezember 2012 die Westküste von Viti Levu und die Mamanucas und richtete beträchtliche Verwüstungen an. Eine weitere Folge der Zyklone ist umfangreiches Korallensterben.

### Flora und Fauna
Ursprünglich waren die meisten Inseln dicht mit einem tropischen Trockenwald bewachsen, stellenweise aber auch arid. Brandrodungen der Ureinwohner in den vergangenen Jahrhunderten, die Anlage von Kokosplantagen für die Kopra-Produktion im späten 19. und frühen 20. Jahrhundert und die Bautätigkeit für den Tourismus in den letzten Jahrzehnten haben nicht viel von der indigenen Vegetation übrig gelassen.
Die Unterwasserfauna ist sehr artenreich. In den Gewässern der Fidschis gibt es mehr als 1500 Arten von Fischen, zudem zahlreiche Meeressäuger und -reptilien. Im Ozean um die Mamanucas sind Seeschildkröten noch relativ häufig, insbesondere die Grüne Meeresschildkröte (Chelonia mydas) und die Echte Karettschildkröte (Eretmochelys imbricata). Trotz Unterschutzstellung werden Schildkröten von den Insulanern bis heute gefangen und verzehrt, insbesondere aus Prestigegründen zu Festmählern bei Beerdigungen, Hochzeiten, Geburtstagen und öffentlichen Feiern des Dorfes. Das resultiert daraus, dass Schildkröten ursprünglich eine Speise waren, die Privilegierten (Stammesobere, Priester) vorbehalten war.
Der zunehmende Wassersport- und Tauchtourismus, Überfischung und Bauprojekte der Hotels wirken sich negativ auf die Unterwasserfauna aus. Anderseits beherbergen die Mamanucas um die Inseln Tai und Levuka zwei der ältesten privaten Schutzgebiete auf Fiji, die bereits in den 1970er Jahren gegründet wurden.

## Inseln
(von Nord nach Süd)

### Mamanuca-I-Ra (Nordgruppe)
- Eori, unbewohnt
- Navadra, unbewohnt
- Vanua Levu, unbewohnt
- Camel Rock, unbewohnt
- Kadomo, unbewohnt
- Yavurimba, unbewohnt

### Mamanuca-I-Cake (zentrale Gruppe)
- Tokoriki, Resort
- Yanuya mit dem Dorf Yanuya
- Monu, unbewohnt
- Monuriki, unbewohnt
- Tavua mit dem Dorf Tavua
- Nautanivono, unbewohnt
- Matamanoa, Resort
- Mana, Dorf und Resort

### Ostgruppe
- Tivua (Captain Cook Island), unbesiedelt, einige Hütten für Touristen
- Tai (Beachcomber Island), Resort
- Levuka oder Luvuka (Treasure Island), Resort
- Kadavu oder Kadavulailai (Bounty Island), Resort
- Vunivadra (South Sea Island), Resort
- Navini, Resort
- Malamala (Daydream Island), Hotel

### Malolo-Gruppe (Südgruppe)
- Mothio, unbewohnt
- Qalito (Castaway Island), unbewohnt
- Wadigi, Resort
- Malolo mit den Dörfern Yaro, Solevu und Navasua
- Malolo Lailai, Resorts
- Namotu, Resort
- Tavarua, Resort

## Geschichte

### Vorgeschichte
Archäologen des University College London führten im Jahr 2006 Ausgrabungen auf den Inseln Malolo, Tavua und Yanuya durch, die erkennen ließen, dass die Inseln wahrscheinlich früher besiedelt waren als die im Norden liegenden Yasawas, jedoch später als die große Insel Viti Levu. Das lässt eine Initialbesiedlung von dem nahe gelegenen Viti Levu vermuten. Auf einer Küstenterrasse bei Navasua, an der Nordspitze der Insel Malolo, entdeckten die Archäologen eine Festung der Ureinwohner mit steinverkleideten Erdterrassen, umgeben von einer mit Holzpalisaden bewehrten Kreisgrabenanlage. Der 2 m tiefe Grabenring maß stattliche 100 m im Durchmesser.
Chemische Analysen von Keramik-Scherben, die bei den archäologischen Grabungen zutage traten, belegen einen regen Warenaustausch zwischen den Yasawa- und den Mamanuca-Inseln. Die Handelsbeziehungen endeten um 1000 n. Chr., die Gründe sind nicht bekannt, doch möglicherweise spielen Umwelteinflüsse mit Einwirkungen auf die Nutzung der Ressourcen eine Rolle.

### Europäische Entdeckung
Vermutlich hat der britische Seefahrer William Bligh 1789 die Mamanucas für Europa entdeckt. Die Meuterer der Bounty hatten Bligh und 18 Mannschaftsmitglieder vor Tofua in der 7,5 m langen Barkasse ausgesetzt. Mit dem offenen Boot wählte Bligh einen nordwestlichen Kurs, um das holländische Timor zu erreichen. Als die Seeleute an Viti Levu vorbeifuhren, sichteten sie sechs beieinander liegende, kleine Inseln, wahrscheinlich die Mamanucas. Ungeachtet der Strapazen beschrieb Bligh in seinen Aufzeichnungen sorgfältig das durchquerte Gebiet mit seinen Gefahren für die Schifffahrt, den Inseln, Riffen und Felsen.
Das 1798 gebaute Handelsschiff Anne and Hope aus Providence segelte 1799 um das Kap der Guten Hoffnung, an Australien vorbei, mit dem Ziel Kanton in China. Am 5. und 6. Dezember 1799 umfuhr die Anne and Hope die Südwestspitze von Viti Levu und Kapitän Christopher Bentley sichtete mehrere Inseln, bei denen es sich der Beschreibung nach um die Mamanucas handelte. Bentley ging jedoch nicht an Land und nahm keinen Kontakt mit der Bevölkerung auf.
Die erste systematische Vermessung und Kartierung der Mamanucas verdanken wir der United States Exploring Expedition (US Ex. Ex.) unter der Leitung von Charles Wilkes. Wilkes benannte die Mamanucas „Hudsons Isles“ nach Leutnant William Hudson, dem Kommandeur der USS Peacock. Die 1840 aufgenommenen Karten waren so zuverlässig, dass sie noch im Zweiten Weltkrieg benutzt wurden.
Auf der Insel Malolo kam es am 25. Juli 1840 zu einer Auseinandersetzung mit den Bewohnern, bei der Midshipman Henry, der Neffe von Wilkes, und Leutnant Underwood sowie mehrere Fidschianer getötet wurden. Die Amerikaner wurden am folgenden Tag in einer feierlichen Zeremonie auf Kadavu (Bounty Island) begraben. Als Vergeltung befahl Wilkes das befestigte Dorf Sualib im Südwesten und Arro (Yaro) im Norden anzugreifen und niederzubrennen. Bei den Kämpfen, an denen sich auch die Frauen der Dörfer aktiv beteiligten, wurden mindestens vier Fidschianer getötet, darunter auch ein Kind.

### Zweiter Weltkrieg
Im Zweiten Weltkrieg ließen strategische Überlegungen der Amerikaner befürchten, dass die Fidschis als Basis und Sprungbrett für die Kaiserlich Japanische Marine zur Eroberung Neuseelands hätten dienen können. Neuseeland und die USA beschlossen daher, einige der Inseln zu befestigen. An der Momi-Bucht an der Westküste von Viti Levu wurde eine schwere Küstenbatterie errichtet, um die Navula-Passage zwischen Viti Levu und der Insel Malolo zu schützen.
Auf Malolo Lailai bauten die Neuseeländer eine Radarstation zur Luftraumüberwachung, deren Gebäudereste heute noch zu erkennen sind. Auf dem 220 m hohen Uluisolo auf Malolo war ein Beobachtungsposten der US Navy zur Luft- und Seeüberwachung stationiert.

## Politik und Wirtschaft
Die Mamanuca-Inseln gehören zur Nadroga-Navosa-Provinz der Western Division mit dem Verwaltungssitz Lautoka. Sitz der lokalen Verwaltung ist Malolo.
Hauptstandbein der Wirtschaft ist mittlerweile der Tourismus, von dem einige Insulaner direkt oder indirekt profitieren. Allerdings tragen die zahlreichen ausländischen Besucher auch dazu bei, dass sich die tradierten Stammes- und Familienstrukturen allmählich auflösen.

## Tourismus
Wegen des trockenen und sonnigen Klimas sind die Mamanucas ein viel besuchtes Touristenziel der Fidschis. Auf vielen Inseln, auch sehr kleinen, sind Resorts oder Hotels, überwiegend der Luxus- und der oberen Preisklasse, mit einer sehr guten Infrastruktur. Die Inseln sind von weißen und feinsandigen Stränden umgeben. Alle Arten von Wassersport sind hier möglich.
Zentrum des Tourismus auf den Mamanuca-Inseln ist Malolo Lailai, eine kleine Insel mit mehreren Resorts, luxuriösen Ferienhäusern, einem Golfplatz und einer großen, bestens ausgestatteten Marina. Im September jedes Jahres veranstaltet hier der Musket Cove Yacht Club die „Fiji Regatta Week“.
Urlaubsziel von Surfern sind die Inseln Namotu and Tavarua im Süden der Gruppe.
Die Mamanucas sind per Schiff, Wasserflugzeug oder Hubschrauber von Viti Levu aus bequem erreichbar. Von Denarau verkehrt eine fahrplanmäßige Katamaran-Fähre. Die Inseln sind auch ab und an Ziel von Kreuzfahrtschiffen.
Einen Liniendienst mit kleinen Propellerflugzeugen gibt es vom Flughafen Nadi. Von dort aus werden die Inseln Mana und Malolo Lailai, die über kurze Landebahnen verfügen, angeflogen.

### Tauchgebiet
Die Korallenriffe der Mamanucas sind – ähnlich wie einige andere der Fidschi-Inseln – ein attraktives Ziel für Sporttaucher. Im Gegensatz zum Rest der Fidschis finden sich kaum Weichkorallen, dafür viele Großfischarten, Delfine und Meeresschildkröten. Ein besonderer Spot ist das seichte Riff vor Mana Island (Supermarkt), das sich durch Schwärme von Barrakudas, Weißspitzen-Riffhaie und Bronzehaie auszeichnet. Am Malolo-Barrier-Riff finden sich häufig Mantas, Walhaie und Delfine. Der Spot E6 ist eine vom Meeresgrund bis zur Wasseroberfläche ragende Felsnadel, an dem oft Barrakudas, Adlerrochen und Hammerhaie gesehen werden können.
Die Tauchgebiete werden fast ausschließlich mit Safaribooten angefahren.

## Trivia
Der Spielfilm Cast Away – Verschollen wurde auf der nur 0,4 km² großen, unbewohnten Insel Monuriki gedreht. Sie ist mittlerweile alles andere als einsam, da zahlreiche Tagestouristen die „Tom-Hanks-Insel“ sehen wollen.

## Bildergalerie

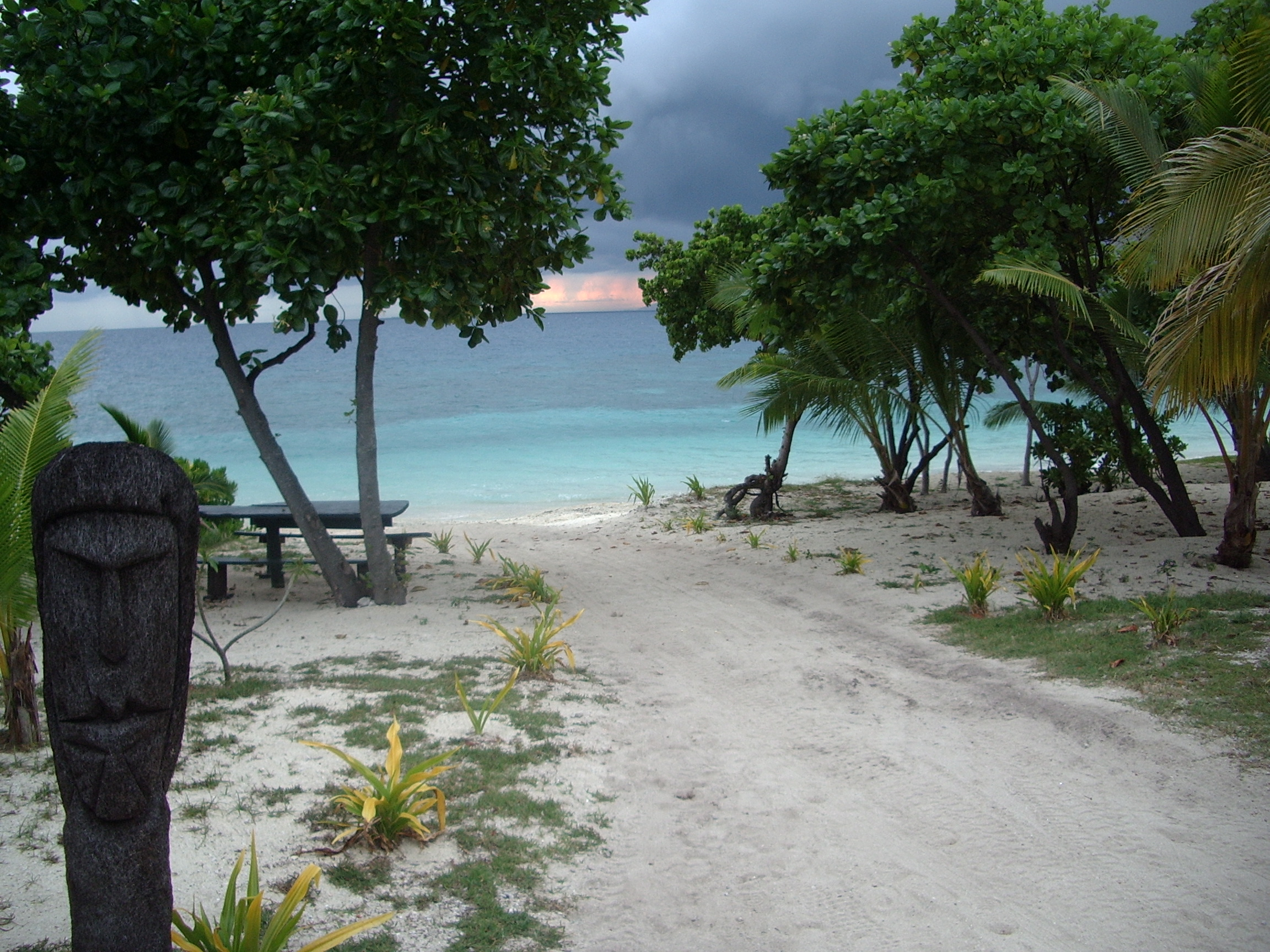
Resort auf Kadavu (Bounty Island)
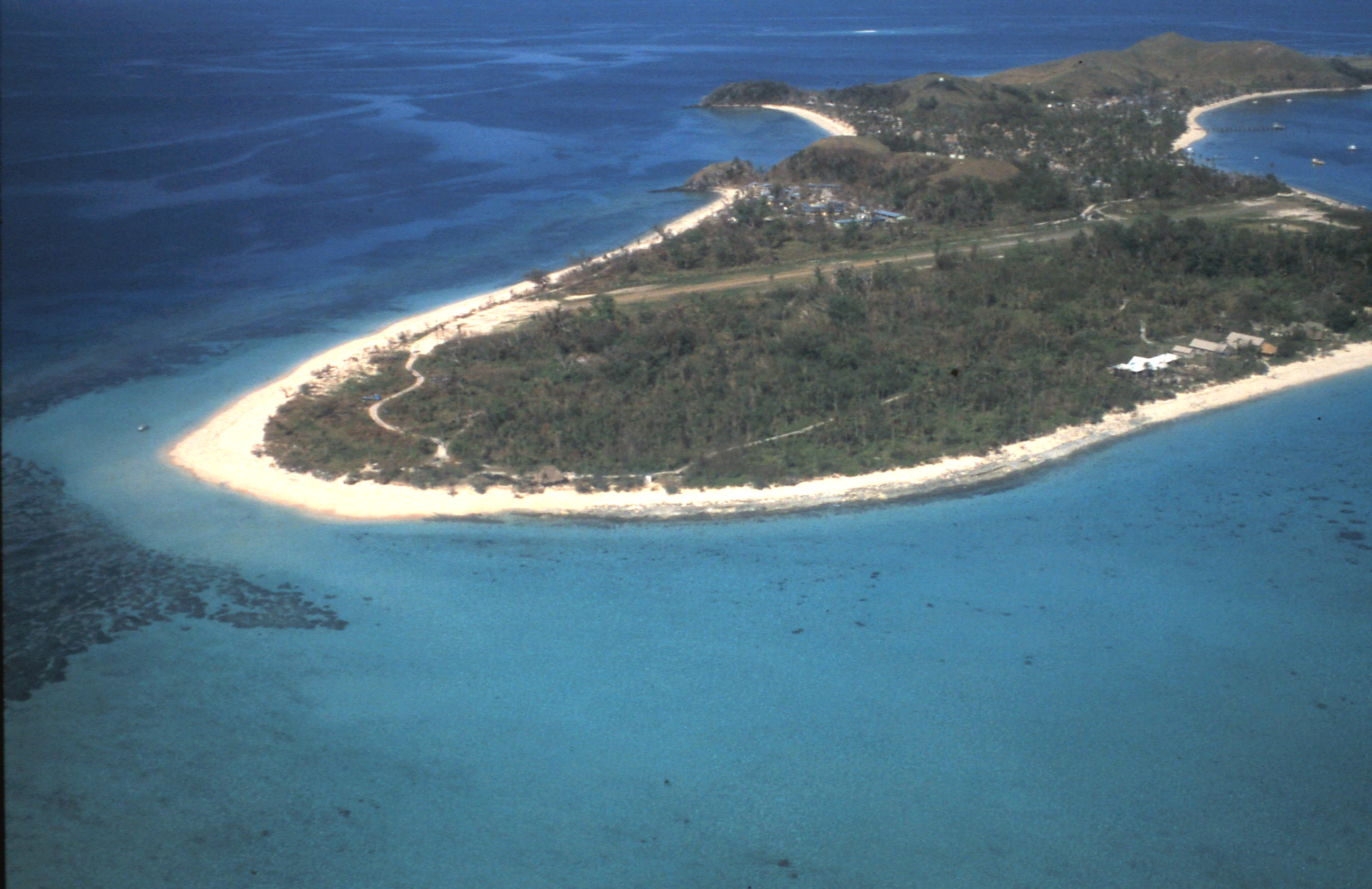
Die Insel Mana
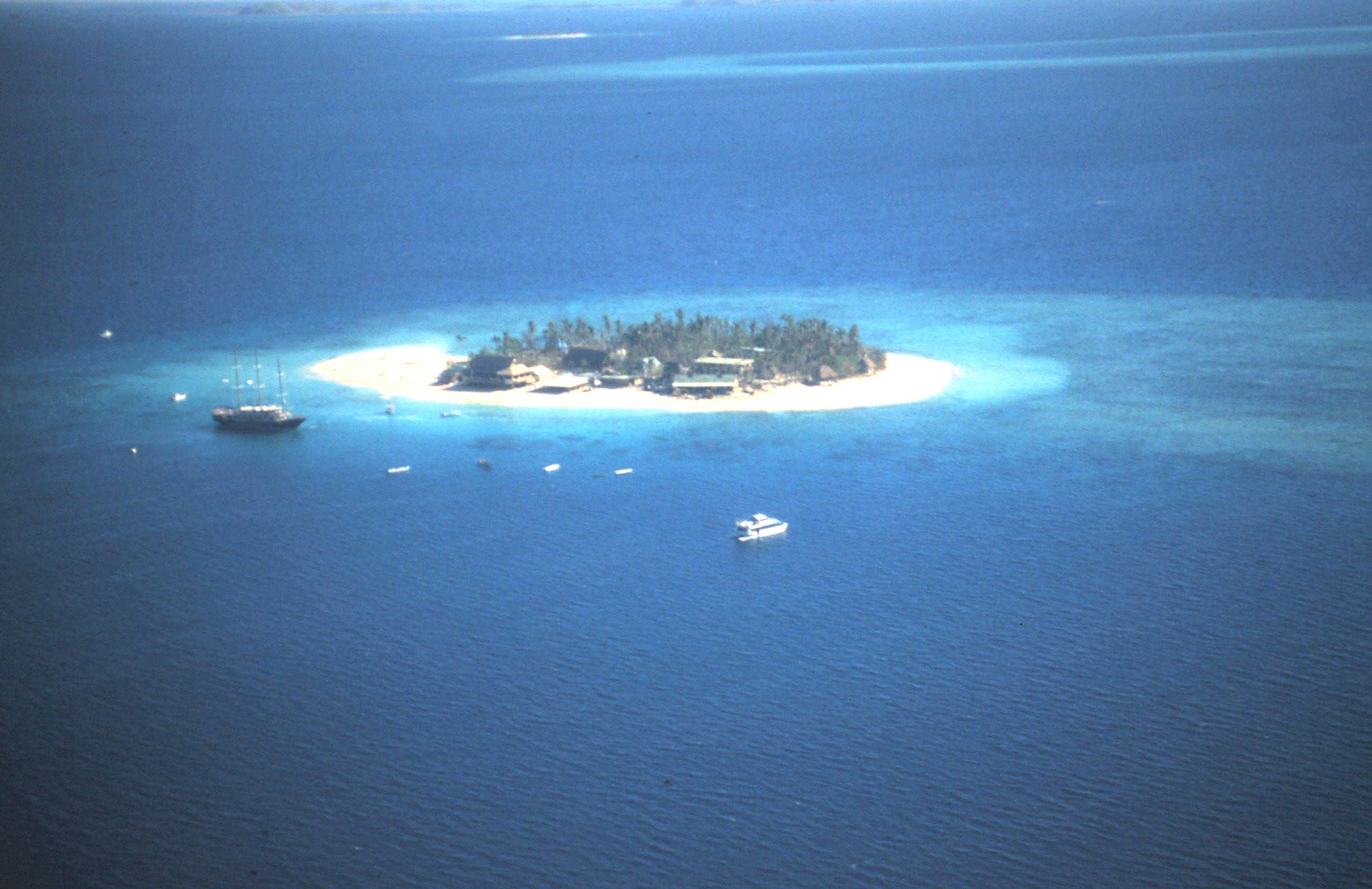
Tai (Beachcomber Island)
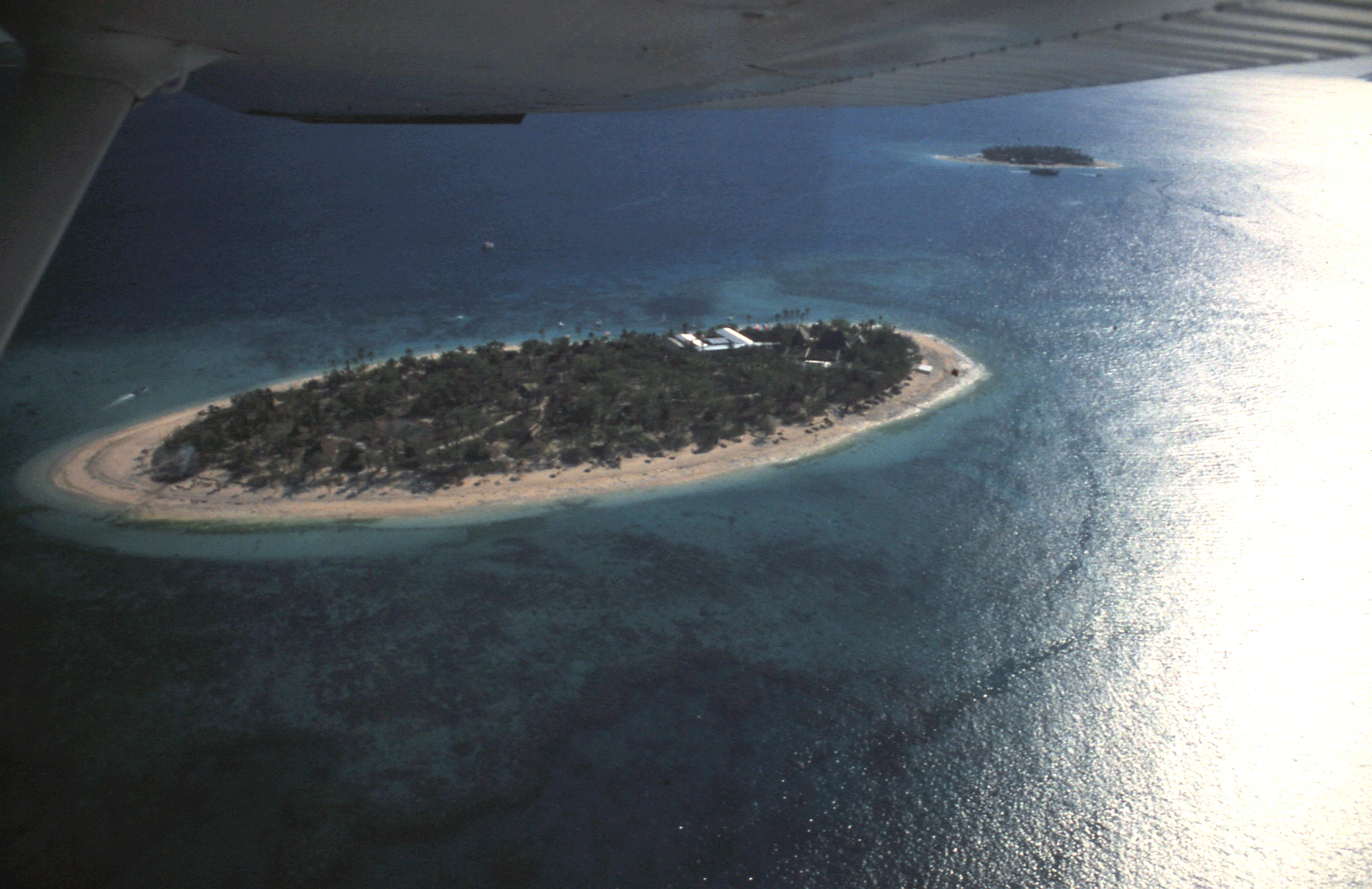
Levuka (Treasure Island)